# پورتو د وگا
پورتو د وگا (به اسپانیایی: Puerto de Vega) یک منطقهٔ مسکونی در اسپانیا است که در نابیا واقع شده‌است.